# ¡Golpea duro, Hara!
¡Golpea duro, Hara! es una serie de animación chilena creada por Matías Latorre. Su piloto se hizo en el año 2014, y en 2018 finalmente se materializó como una serie para Cartoon Network.
En 2020 se empezó la producción de una segunda temporada, pero debido a la pandemia del COVID-19 se pausó temporalmente.

## Sinopsis
Hara es una adolescente de 15 años que, junto a su hermano Tesu, deben afrontar la pérdida de su abuela y enfrentarse a un mundo dominado por hombres, donde solo los más fuertes pueden sobrevivir.
En su camino, deberán lidiar con el poder oculto de Hara: una transformación. Así, tendrá lugar un viaje de dos chicos junto a su mascota, lleno de aventuras y muchas peleas.

## Personajes
| Personajes        | Actor de voz                       | Temp |
| Hara Miyo         | Ximena Marchant                    | 1ª-  |
| Tesu Da           | Sebastián Dupont                   | 1ª-  |
| Tesu Da           | Darío Benavides (niño)             | 1ª-  |
| Flor de desierto  | Sebastián Dupont                   | 1ª-  |
| Rey Akiles Ga-Noh | Juan Carlos Tinoco                 | 1ª-  |
| Abuela María      | Barbara Bustamante                 | 1ª-  |
| Princesa Zoi-Lah  | Muriel Benavides Torres (Piyoasdf) | 2ª-  |
| Kallpa Walla      | ¿?                                 | 2ª-  |
| Chawka            | Rafael Escalante                   | 2ª-  |
| Público           | Benjamín Dupont,                   | 1ª-  |
| Público           | Ángel Miranda                      | 1ª-  |
| Público           | Francisco Araya                    | 1ª-  |
| Público           | Martín Díaz                        | 1ª-  |
| Narración         | José Lavat                         | 1ª-  |
| Narración         | Laura Torres                       | 2ª-  |

## Episodios

### Temporada 1[4]
| capítulo | nombre                              | emisión     |
| 1        | La mujer más fuerte del mundo       | 15 dic 2018 |
| -------- | ----------------------------------- | ----------- |
| 2        | Una Flor en el Desierto             | 15 dic 2018 |
| 3        | Perdidos en un laberinto de telares | 15 dic 2018 |
| 4        | La prueba secreta del cactus        | 15 dic 2018 |
| 5        | El orgullo de dos hermanos          | 15 dic 2018 |
| 6        | Round 1: Hara vs Akiles             | 15 dic 2018 |
| 7        | el camino de la fuerza              | 15 dic 2018 |
| 8        | El corazón de dos hermanos          | 15 dic 2018 |
| 9        | Batalla en el Coliseo de Kallpa     | 15 dic 2018 |
| 10       | Round 2: ¡Golpea duro, Hara!        | 15 dic 2018 |

### Temporada 2[5]
| capítulo | nombre                | emisión     |
| 1        | El imperio de Kallpa  | 28 ene 2022 |
| -------- | --------------------- | ----------- |
| 2        | El viaje de Tesu      | 28 ene 2022 |
| 3        | El regreso del cactus | 28 ene 2022 |
| 4        | La bestia             | 28 ene 2022 |
| 5        | María Da              | 28 ene 2022 |
| 6        | Hara vs Zoi-Lah       | 28 ene 2022 |
| 7        | La roca divina        | 28 ene 2022 |
| 8        | De padre a hijo       | 28 ene 2022 |
| 9        | El corazón de Tesu    | 28 ene 2022 |
| 10       | El corazón de Hara    | 28 ene 2022 |

## Curiosidades

### Sobre el reparto
- Este fue el último trabajo de José Lavat en el doblaje antes de su fallecimiento.[6]